# Ermita de Nuestra Señora de las Nieves (Las Cañadas del Teide)
La ermita de Nuestra Señora de las Nieves es un pequeño templo católico que se encuentra junto al parador de Las Cañadas del Teide, dentro del parque nacional del Teide en la isla canaria de Tenerife (España). Esta ermita destaca por ser el templo cristiano a más altitud de España y está consagrado a la Virgen de las Nieves o Santa María la Mayor.

## Descripción
Tiene una sola nave, de planta rectangular, y en las partes delantera y trasera de su fachada un pequeño pórtico arqueado. En ella se celebran misas los domingos y festivos a las 13:00 h, y depende del Arciprestazgo de La Orotava.
Destaca en el interior de la ermita la delicada imagen de mármol blanco de la Virgen de las Nieves con el niño en brazos y la réplica de la Cruz de los Jóvenes de la Jornada Mundial de la Juventud. La cual conmemora la Jornada Mundial de la Juventud (JMJ) de Madrid 2011. Esta cruz que se venera en la Ermita de la Virgen de las Nieves fue bendecida el 12 de noviembre de 2011, en el marco del Encuentro Diocesano por el Obispo de la Diócesis de Tenerife y tiene impreso el logotipo oficial de la JMJ de Madrid 2011. Esta cruz peregrinará a los diferentes arciprestazgos de la diócesis.